# Eryteja (roślina)
Eryteja (Brahea Mart. ex Endl.) – rodzaj roślin z rodziny arekowatych (palm). Obejmuje 11 gatunków. Rośliny te występują w Meksyku i dalej na południu w krajach Ameryki Centralnej po Nikaraguę. Rosną na skałach wapiennych, zwykle na obszarach suchych, na półpustyniach, często w formacjach ciernistych suchorośli, rzadziej w świetlistych lasach z dębami i sosnami. Większość gatunków rośnie na terenach wyżej położonych – od 1000 do 2000 m n.p.m., nieliczne schodzą niżej. 
Palmy te uprawiane są w strefie międzyzwrotnikowej jako ozdobne (walorem są efektowne liście i okazałe kwiatostany), poza tym niektóre dostarczają jadalnych i olejodajnych owoców (B. dulcis), liście niektórych gatunków wykorzystywane są do wyplatania kapeluszy i plecionek (B. aculeata, B. dulcis), włókna wykorzystywane do wyplatania lin (B. dulcis), a drewno wykorzystywane jest do celów budowlanych (B. dulcis).
Nazwa naukowa upamiętnia duńskiego astronoma – Tycho Brahe (1546–1601).

## Morfologia
PokrójPalmy zwykle średniej wielkości, zwykle z pojedynczym pniem, rzadziej rosnące w kępach. U części gatunków kłodziny są skrócone i podziemne. U wszystkich przynajmniej częściowo okryte są trwałymi nasadami liści.
LiścieW liczbie od 5 do 30 tworzą pióropusz na szczycie pędu. Pochwa liściowa rozdziela się włókniście. Ogonek liściowy długi, z ząbkami lub nieuzbrojony. Blaszka liściowa dłoniasto złożona, w zarysie okrągława, z poszczególnymi listkami dość płytko rozwidlającymi się na końcach, zrośniętymi zwykle do około połowy ich długości. Listki zwykle sztywne. Hastula po stronie doosiowej zwykle okazała.
KwiatyWyrastają pojedynczo lub skupione po dwa albo trzy na rozgałęzieniach kwiatostanu, który jest okazały, wyrasta spomiędzy liści i rozgałęzia się do odcinków czwartego rzędu. Poszczególne kwiaty są drobne, obupłciowe i białawe. Działki zewnętrznego okółka okwiatu są trzy, okazałe. Płatki okółka wewnętrznego także są trzy, w dole rurkowato złożone, górą wywinięte. Pręcików jest 6, wystają ponad okwiat, z nitkami zrośniętymi w pierścień. Zalążnia powstaje z trzech owocolistków. Różne części kwiatów i odgałęzienia kwiatostanu są zwykle owłosione.
OwoceJednonasienne, kuliste do jajowatych, gładkie lub nieco owłosione. O różnej barwie – od żółtozielonych i żółtobrązowych, po brązowe, ciemne – fioletowoniebieskie i czarne.

## Systematyka
Jeden z kilkunastu rodzajów z podplemienia Livistoninae, z plemienia Trachycarpeae, podrodziny Coryphoideae z rodziny arekowatych Arecaceae. Rodzaj spokrewniony jest najbliżej z rodzajami: paurota Acoelorrhaphe, kopernicja Copernicia i Serenoa, przy czym podział między nimi przynajmniej w części ma charakter bardziej tradycyjny, niż wynikający z istotności różnic biologicznych.
Wykaz gatunków
- Brahea aculeata (Brandegee) H.E.Moore
- Brahea armata S.Watson – eryteja uzbrojona[4]
- Brahea brandegeei (Purpus) H.E.Moore
- Brahea calcarea Liebm.
- Brahea decumbens Rzed.
- Brahea dulcis (Kunth) Mart.
- Brahea edulis H.Wendl. ex S.Watson – eryteja jadalna[4]
- Brahea moorei L.H.Bailey ex H.E.Moore
- Brahea pimo Becc.
- Brahea salvadorensis H.Wendl. ex Becc.
- Brahea sarukhanii H.J.Quero